# 一松信
一松 信（ひとつまつ しん、1926年（大正15年）3月6日 - ）は、日本の数学者。学位は、理学博士（1954年）。京都大学名誉教授。日本数学検定協会名誉会長。

## 略歴
- 1947年（昭和22年）東京大学理学部数学科卒
- 1952年（昭和27年）立教大学助教授
- 1954年（昭和29年）理学博士
- 1955年（昭和30年）東京大学助教授
- 1962年（昭和37年）立教大学教授
- 1969年（昭和44年）京都大学数理解析研究所教授、のち名誉教授
- 1989年（平成元年）京都大学を定年退官、東京電機大学教授
- 1996年（平成8年）- 2004年（平成16年）東京電機大学客員教授
- 2006年（平成18年）11月 瑞宝中綬章受章[2]

## 人物
- 「すでに学生時代に多変数関数論の最高峰をきわめられた」[3]と紹介される。
- 『数学セミナー』の「エレガントな解答をもとむ」によく問題を投稿している。

## 著書

### 単著
- 『函数論入門』培風館〈新数学シリーズ 第3〉、1957年。
- 『多変数解析函数論』培風館、1960年。
  - 『多変数解析函数論』（復刻版）培風館、2016年4月22日。ISBN 978-4-563-01206-9。
- 『解析学序説』 上巻、裳華房、1962年。
  - 『解析学序説』 上巻（新版）、裳華房、1981年12月。ISBN 4-7853-1030-8。
- 『解析学序説』 下巻、裳華房、1963年。
  - 『解析学序説』 下巻（新版）、裳華房、1982年2月。ISBN 4-7853-1031-6。
  - 『解析学序説』 下巻（新版）、裳華房、2008年6月。ISBN 978-4-7853-0610-6。
- 『近似式』竹内書店〈現代応用数学双書〉、1963年。
- 『数値計算』福原満洲雄監修、至文堂〈近代数学新書〉、1963年。
- 『代数系入門 : 新しい数学』日本評論社〈日評数学選書〉、1964年。
  - 『代数系入門』（増補版）日本評論社〈日評数学選書〉、1988年4月。ISBN 4-535-60115-1。
- 『電子計算機と二進法』日本評論社〈電子計算機シリーズ〉、1965年。
- 『電子計算機のプログラミング』日本評論社〈電子計算機シリーズ〉、1968年。
- 『石とりゲームの数理』森北出版〈数学ライブラリー 教養篇 2〉、1968年。
  - 『石とりゲームの数理』（POD版）森北出版〈数学ライブラリー 教養篇 2〉、2003年9月。ISBN 978-4-627-01029-1。
- 『数値解析』税務経理協会〈情報科学講座〉、1971年。
- 『微分方程式を中心とした微分積分学』裳華房、1971年。
- 『偏微分と極値問題』現代数学社〈数学リーブル 4〉、1971年。
- 『微分積分学入門』サイエンス社〈サイエンスライブラリ 数学 6〉、1971年。
- 『数のエッセイ』中央公論社〈自然選書〉、1972年。
  - 『数のエッセイ』筑摩書房〈ちくま学芸文庫〉、2007年1月。ISBN 978-4-480-09041-6。
- 『電子計算機と数値計算』朝倉書店〈初等数学シリーズ 7〉、1973年。
- 『電子計算機基礎講座』 1巻、共立出版、1973年。
- 『初等関数の数値計算』教育出版〈シリーズ新しい応用の数学 8〉、1974年。
- 『微分方程式と解法』教育出版〈シリーズ新しい応用の数学 15〉、1976年。
- 『線型数学』筑摩書房〈数理科学シリーズ 2〉、1976年。
- 『四色問題 : その誕生から解決まで』講談社〈ブルーバックス B-351〉、1978年4月。ISBN 4-06-117951-9。
  - 『四色問題 : どう解かれ何をもたらしたのか』講談社〈ブルーバックス B-1969〉、2016年5月29日。ISBN 978-4-06-257969-8。
- 『数学概論』新曜社〈基礎数学叢書 1〉、1979年5月。
- 『留数解析 : 留数による定積分と級数の計算』共立出版〈数学ワンポイント双書 28〉、1979年8月。
- 『暗号の数理 : 作り方と解読の原理』講談社〈ブルーバックス B-421〉、1980年3月。ISBN 4-06-118021-5。
  - 『暗号の数理 : 作り方と解読の原理』（改訂新版）講談社〈ブルーバックス B-1490〉、2005年9月。ISBN 4-06-257490-X。
- 『教室に電卓を！』海鳴社、1980年10月。
- 『教室に電卓を！』 2巻、海鳴社、1981年11月。
- 『数学点景』朝日新聞社、1982年1月。
- 田村一郎、木村俊房 編『数値解析』朝倉書店〈新数学講座 13〉、1982年10月。
- 『正多面体を解く』東海大学出版会〈東海科学選書〉、1983年6月。
  - 『正多面体を解く』東海大学出版会〈Tokai library〉、2002年5月。ISBN 4-486-01587-8。
- 『高次元の正多面体』日本評論社〈数セミ・ブックス 7〉、1983年11月。
- 『点と線の不思議』講談社〈講談社現代新書〉、1985年8月。ISBN 4-06-145782-9。
- 『教室に電卓を！』 3巻、海鳴社、1986年11月。
- 『コンピュータと数学』 4巻、日本評論社、1986年2月。ISBN 4-535-70504-6。
- 『コンピュータ英語の読み方』サイエンス社〈Information & computing 14〉、1987年3月。ISBN 4-7819-0453-X。
- 『微分積分学入門』 第1課、近代科学社、1989年9月。ISBN 4-7649-1012-8。
- 『√2の数学 : 無理数を見直す』海鳴社〈Monad books 58〉、1990年2月。
- 『微分積分学入門』 第2課、近代科学社、1990年5月。ISBN 4-7649-1020-9。
- 『微分積分学入門』 第3課、近代科学社、1990年9月。ISBN 4-7649-1022-5。
- 『微分積分学入門』 第4課、近代科学社、1991年6月。ISBN 4-7649-1023-3。
- 『代数学入門』 第1課、近代科学社、1992年4月。ISBN 4-7649-1030-6。
- 『代数学入門』 第2課、近代科学社、1992年12月。ISBN 4-7649-1032-2。
- 『いろいろな幾何』 1巻、岩波書店〈岩波講座応用数学 基礎 10〉、1993年11月。ISBN 4-00-010516-7。
  - 『いろいろな幾何』 1巻、岩波書店〈岩波講座応用数学 8 基礎 10〉、1997年12月。ISBN 4-00-010798-4。
- 『複素数と複素数平面』森北出版〈新数学入門シリーズ 3〉、1993年8月。ISBN 4-627-03530-6。
- 『数学Iの基礎』旺文社、1994年2月。ISBN 4-01-030427-8。
- 『代数学入門』 第3課、近代科学社、1994年10月。ISBN 4-7649-1036-5。
- 『グラフ電卓を数学に : 活用の意義と教材集』教育社、1995年8月。ISBN 4-315-51332-6。
- 『微分・積分 1 : はじめて学ぶ人に』丸善〈基礎の数学〉、1995年2月。ISBN 4-621-04030-8。
- 『数学とコンピュータ』共立出版〈情報フロンティアシリーズ 10〉、1995年11月。ISBN 4-320-02685-3。
- 『数学IIの基礎』旺文社、1995年2月。ISBN 4-01-030429-4。
- 『基礎微分積分学入門』近代科学社、1995年12月。ISBN 4-7649-1038-1。
- 『ベクトル解析入門』森北出版〈新数学入門シリーズ 19〉、1997年8月。ISBN 4-627-03690-6。
- 『初等関数概説 : いろいろな関数』森北出版、1998年10月。ISBN 4-627-01751-0。
- 『特殊関数入門』森北出版〈数学選書〉、1999年9月。ISBN 4-627-03821-6。
- 『現代に活かす初等幾何入門』岩波書店、2003年11月。ISBN 4-00-005454-6。
- 『整数とあそぼう』日本評論社、2006年7月。ISBN 4-535-60902-0。
- 『コーシー近代解析学への道』現代数学社〈双書・大数学者の数学 2〉、2009年10月。ISBN 978-4-7687-0386-1。
- 『数の世界 : 概念の形成と認知』丸善〈サイエンス・パレット 021〉、2015年1月。ISBN 978-4621088920。
- 『創作数学演義』現代数学社、2017年9月。ISBN 978-4768704783。

### 共著・編著・共編著
- 「近代科学の系図 数学」、朝永振一郎、伏見康治 編『現代自然科学講座』 第7巻、弘文堂、1952年。
- 森口繁一、宇田川銈久共著『数学公式』 第1、岩波書店〈岩波全書〉、1956年。
- 「複素数」、『新初等数学講座』 第7巻 増巻第1、生活百科刊行会、1955-1956。
- 「複素数」、小倉金之助ほか 編『新初等数学講座』 第4巻 微分と積分、小山書店新社、1957年。
- 森口繁一、宇田川銈久共著『数学公式』 第2、岩波書店〈岩波全書〉、1957年。
- 「多変数函数論」、『現代数学講座』 第3、共立出版、1957年。
- 森口繁一『数学公式』 第3、宇田川銈久共著、岩波書店〈岩波全書〉、1960年。
- 「複素数」、『新初等数学講座』 第4、ダイヤモンド社、1963年。
- 一松信 編『高校「数学2B」基本応用問題集』學生社、1964年5月。
- 山内二郎『電子計算機のための数値計算法』 第1、森口繁一共編、培風館〈数理科学シリーズ 1〉、1965年。
- 山内二郎『電子計算機のための数値計算法』 第2、森口繁一共編、培風館〈数理科学シリーズ 3〉、1967年。
- 山内二郎『電子計算機のための数値計算法』 第3、宇野利雄共編、培風館〈数理科学シリーズ 5〉、1972年。
- 佐々木秀穂共著『解析学入門 多変数と複素解析』サイエンス社〈サイエンスライブラリ 数学 7〉、1973年。
- 「暦に関するこぼれ話」、広瀬秀雄 編『暦』ダイヤモンド社、1974年。
- 伊藤二郎、菅伊兵衛共著『FORTRANによる算法入門』サイエンス社〈サイエンスライブラリ 情報電算機 20〉、1974年。
- 戸川隼人共著『計算機による数値計算法』新曜社、1975年2月。
- 栗林あき和『微分積分学』朝倉書店〈理工系基礎の数学 1〉、1979年9月。
- 一松信ほか 編『新数学事典』大阪書籍、1980年1月。
  - 竹之内脩共編『新数学事典』（改訂増補版）大阪書籍、1991年11月。ISBN 4-7548-4006-2。
- 京都大学『数式処理と数学研究への応用』1984-1985。
- 東京電機大学『数式処理と数学教育への活用』1994-1995。
- 一松信ほか『数学七つの未解決問題 あなたも100万ドルにチャレンジしよう！』森北出版、2002年10月。ISBN 4-627-01961-0。
- 「学校教育における数学科と情報科の葛藤と共生 「情報」を意識した数学教育の新しい展開」、日本数学教育学会 編『高度情報通信社会における学校数学の新たな展開』教育出版〈日数教yearbook 日本の算数・数学教育 2004〉、2004年12月。ISBN 4-316-80153-8。
- 佐藤幹夫・一松信著「数学を語る 現代数学を語る」、佐藤幹夫ほか 著、木村達雄 編『佐藤幹夫の数学』日本評論社、2007年8月。ISBN 978-4-535-78514-4。
- 畔柳和生共著『重心座標による幾何学』現代数学社、2014年9月1日。ISBN 4768704379。

### 翻訳
- G・バーク 著、フォーチュン編集部 編『電子計算機時代 経営に対する可能性』日本評論社、1966年。
- ダフィット・ヒルベルト『数学の問題』一松信訳・解説、共立出版〈現代数学の系譜 4〉、1969年。
  - ダフィット・ヒルベルト『数学の問題』一松信訳・解説（増補版）、共立出版〈現代数学の系譜 4〉、1984年。ISBN 4-320-01157-0。
- T. E. Hull『電子計算機による計算法入門』D. D. F. Day共著、共立出版、1971年。
- ガーレット・バーコフ、T・C・バーティー『現代応用代数 コンピュータ志向の代数系入門』 1巻、一松睦子共訳、新曜社、1972年。
- P・ヘンリッチ『数値解析の基礎』平本巌・本田勝共訳、培風館、1973年。
- ガーレット・バーコフ、T. C. バーティ『現代応用代数 コンピュータ志向の代数系入門』 2巻、一松睦子共訳、新曜社、1973年。
- J・H・ウィルキンソン『基本的演算における丸め誤差解析』四条忠雄共訳、培風館、1974年。
- マーチン・ガードナー『数学カーニバル』紀伊国屋書店、1977年7月。 全2巻
- エリオット・ウォード・チェニー（英語版）『近似理論入門』新島耕一共訳、共立出版、1977年12月。
- ペーター・ヘンリチ『ポケット電卓による計算解析 HP25による』現代数学社、1978年2月。
- ノーマン・E・スティーンロッド ほか『数学の書き方』共立出版〈数学ワンポイント双書 19〉、1978年3月。
- マーティン・ガードナー『メイトリックス博士の驚異の数秘術』紀伊国屋書店、1978年10月。
- マーチン・ガードナー『数学魔法館』東京図書、1979年6月。
- マーチン・ガードナー『数学魔法館』 続、東京図書、1979年6月。
- マーチン・ガードナー『数学魔法館』 続々、東京図書、1979年9月。
- グリゴリ・A・フレイマン『ソ連科学界の内幕 : 一数学者の告発』新曜社、1981年2月。
- リチャード・ガイ 著、一松信監訳 編『数論における未解決問題集』Springer-Verlag Tokyo、1983年1月。ISBN 4-87573-101-9。
- ドナルド・J・ニューマン『数学問題ゼミナール』シュプリンガー・フェアラーク東京、1985年3月。ISBN 4-431-70501-5。
- N・L・ビッグス ほか共著『グラフ理論への道』一松信ほか訳、地人書館〈現代の数理科学シリーズ 6〉、1986年6月。
- D・J・アルバース、G・L・アレクサンダーソン 編『数学人群像 : プロフィルとインタビュー』一松信監訳、近代科学社、1987年12月。ISBN 4-7649-1007-1。
- J・M・ヘンレ『集合論問題ゼミ』シュプリンガー・フェアラーク東京、1987年10月。ISBN 4-431-70531-7。
- マーチン・ガードナー『落し戸暗号の謎解き』丸善〈ガードナー数学ギャラリー〉、1992年7月。ISBN 4-621-03732-3。
- マーチン・ガードナー『ペンローズ・タイルと数学パズル』丸善〈ガードナー数学ギャラリー〉、1992年7月。ISBN 4-621-03731-5。
- マーチン・ガードナー『メイトリックス博士の生還』丸善〈ガードナー数学ギャラリー〉、1992年7月。ISBN 4-621-03733-1。
- G. James、R. C. James『数学辞典』伊藤雄二監訳、朝倉書店、1993年6月。ISBN 4-254-11057-X。
- マーチン・ガードナー『アリストテレスの輪と確率の錯覚 : ガードナーの数学ゲーム・コレクション』日経サイエンス社、1993年3月。ISBN 4-532-52019-3。
- マーチン・ガードナー『フラクタル音楽』丸善〈ガードナー数学マジック〉、1996年3月。ISBN 4-621-04176-2。
- マーチン・ガードナー『超能力と確率』丸善〈ガードナー数学マジック〉、1996年4月。ISBN 4-621-04177-0。
- マーチン・ガードナー『円周率と詩』丸善〈ガードナー数学マジック〉、1996年5月。ISBN 4-621-04178-9。
- クリフォード・A・ピックオーバー『無限へチャレンジしよう』森北出版、1997年7月。ISBN 4-627-01890-8。
- トーマス・H・サイドボサム『はじめからのすうがく事典』朝倉書店、2004年9月。ISBN 4-254-11098-7。
- アンドレイ・コルモゴロフ『19世紀の数学』 3巻、A. P. Yushkevich編、朝倉書店、2009年11月。ISBN 978-4-254-11743-1。
- スティーヴン・R・フィンチ『数学定数事典』一松信監訳、朝倉書店、2010年2月。ISBN 978-4-254-11126-2。

### 解説
- 矢野健太郎『角の三等分』一松信解説、日本評論社〈数セミ・ブックス 8〉、1984年4月。
- 矢野健太郎『角の三等分』一松信解説、筑摩書房〈ちくま学芸文庫〉、2006年7月。ISBN 4-480-09003-7。

### 監修
- 赤司秀明『学際研究入門 超情報化時代のキーワード』コスモトゥーワン、1997年10月。ISBN 4-906361-54-4。
- キース・デブリン『数学：新しい黄金時代』新美吉彦・後恵子訳、森北出版、1999年5月。ISBN 4-627-01931-9。